# Donna in riva alla Senna a Courbevoie
Donna in riva alla Senna a Courbevoie è un dipinto a olio su tavola di 25×16 cm realizzato tra il 1884 ed il 1885 dal pittore Georges-Pierre Seurat.